# كليومبروتوس الأول
كليومبروتوس الأول (باليونانية: Κλεόμβροτος Α΄) هو شقيق أجيسيبوليس الأول، والملك الثاني والعشرون لأسبرطة من سلالة أجيداي، وأب أجبوليس الذي سيخلف الحكم من بعده.

## وصلات خارجية
- قاموس السيرة والأساطير اليونانية والرومانية، المجلد 3 (بالإنجليزية)